# 圣马丹德米约
圣马丹德米约（法語：Saint-Martin-de-Mieux，法語發音：[sɛ̃ maʁtɛ̃ də mjø] ⓘ）是法国卡尔瓦多斯省的一个市镇，属于卡昂区。

## 地理
圣马丹德米约（48°52'16"N, 0°13'46"W）面积10.12 平方千米，位于法国诺曼底大区卡爾瓦多斯省，该省份为法国西北部沿海省份，北濒大西洋英吉利海峡，东北与滨海塞纳省以海上边界相接，东临厄尔省，南至奧恩省，西与芒什省接壤。
与圣马丹德米约接壤的市镇（或旧市镇、城区）包括：科尔代、法萊斯、富尔诺勒瓦勒、昂特河畔马蒂尼、诺龙拉拜、圣皮埃尔迪比、巴佐什欧乌尔姆。

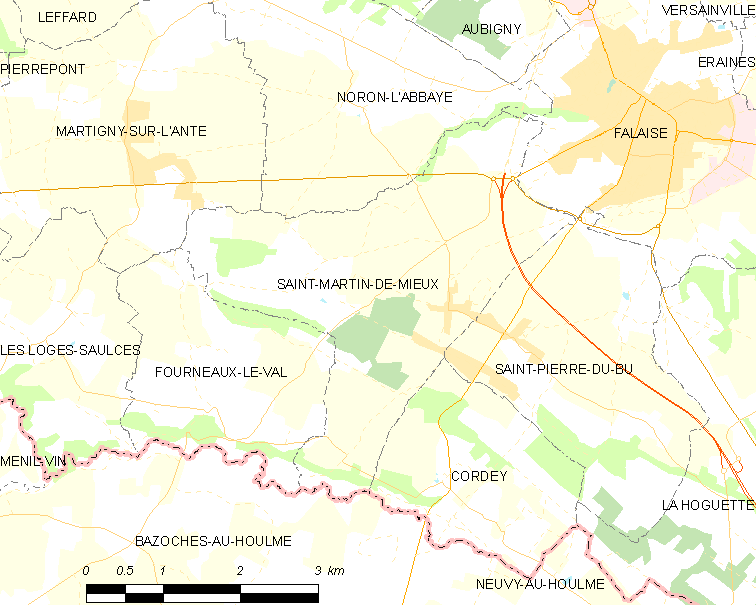
圣马丹德米约的OSM定位图

圣马丹德米约的时区为UTC+01:00、UTC+02:00（夏令时）。

## 行政
圣马丹德米约的邮政编码为14700，INSEE市镇编码为14627。

## 政治
圣马丹德米约所属的省级选区为法莱斯县。

## 人口

1962-2008年间圣马丹德米约人口变化图示

圣马丹德米约于2022年1月1日时的人口数量为391人。